# ولاية السنينة
السنينة ، هي إحدى ولايات محافظة البريمي في سلطنة عمان، كانت تعرف سابقا بنيابة السنينة وبصدور المرسوم السلطاني رقم 108/2006م رفع المستوى الإداري لنيابة السنينة إلى ولاية، لذا تعرف الآن بولاية السنينة.وتشتهر «بسباقات الهجن» الأهلية، إلى جانب صناعات الغزل والنسيج. ويسكنها قبيلة آل بو شامس وشيوخها النوايل.

## الموقع
تقع ولاية السنينة على الحدود الشمالية الغربية لسلطنة عمان مع دولة الإمارات العربية المتحدة. ومن الجنوب أفلاج آل عزيز تعرف بقبيلة العزيزي تتموضع على سهل شبه صحراوي ينحدر من السفوح الغربية لجبال حجر عمان باتجاه الربع الخالي. يغلب الطابع الصحراوي على الولاية، حيث تنتشر الكثبان الرملية الممتدة من الربع الخالي إلى الغرب والجنوب الغربي من الولاية. تعتبر السنينة أحد المعاقل الرئيسية لقبيلة آل بو شامس.تشتهر ولاية السنينة بالزراعة والرعي وتربية الجمال والأغنام. كما تشتهر بالعديد من الصناعات التقليدية العمانية كصناعة الغزل والنسيج.

## الخدمات الحكومية
حظيت ولاية السنينة بالعديد من الخدمات الحكومية التي توفرها الحكومة العمانية للمواطنين كالمدارس والطرق والمراكز الصحية والمباني الحكومية التي تقدم خدماتها المختلفة للمواطنين.

## المعالم الطبيعية في ولاية السنينة
أهم القرى التابعة لولاية السنينة هي عين الحلوة (الملحة)، السلاحية، القابل وحفيت(قام سكان منطقة حفيت برفض التبعية الإدارية لولاية السنينة وقامت السلطات المعنية بأعدة المنطقة وتبعاتها لإدارة ولاية البريمي). ومن أهم المعالم الطبيعية البارزة والتي يمكن مشاهدتها في ولاية السنينة هي جبل حفيت(تابع لولاية البريمي) والكثبان الرملية ذات الألوان الطبيعية المتنوعة، والمتدرجة بين الأحمر الفاتح والأصفر الداكن. كما تتميز ولاية السنينة بوجود العديد من السهول الرعوية والتي توفر المرعى الخصب للجمال خصوصا بعد موسم الأمطار. وتقطع ولاية السنينة العديد من الأودية التي تنحدر من جبال الحجر باتجاه الربع الخالي مثل وادي الفتح.

## جبل حفيت
يشكل جبل حفيت الثنية الأكبر من عدة ثنيات ثلثية تنتشر على الجوانب الغربية من سلسلة جبال الحجر الغربي. وتقطع هذا الجبل الضخم عدة وديان تنساب على جانبيه الشرقي والغربي وأهمها وادي حفيت والذي قامت دولة الإمارات ببناء سددود في مجراه مانعتن تدفقة لحفيت وقدادا ذلك لحدوث اثار جانبية لمخزون المياة الجوفية ورغم مطالبة السكان لاعادة الوادي لمجرة الطبيعي لتستعيد المنطقة خضرتها وبهائها (حيث انا مايزيد عن 85% من البساتين والمزارع قد هلكت) ولكن من دون جدوى. يرتفع جبل حفيت 1108 متر فوق سطح البحر ويوجد في منطقة حفيت من ولاية البريمي راسماً الحدود بين الإمارات العربية المتحدة وسلطنة عمان. تكثر فيه الصدوع التي تتنوع في أشكالها مثل العادية الممتدة أو الملتوية أو العكسية وينقسم الجبل إلى قسمين حيث يتبع الثلث الشمالي الغربي لدولة الإمارات العربية المتحدة والجز الآخر والمتمثل في الثلثين الاخرين لسلطنة عمان